# Joseph Lister
Joseph Lister, Nam tước Lister thứ nhất, OM, FRS (5 tháng 4 năm 1827 - 10 tháng 2 năm 1912) là một bác sĩ phẫu thuật người Anh. Ông đã đề xuất ý tưởng về giải phẫu vô trùng tại Bệnh viện hoàng gia Glasgow. Lister đã giới thiệu thành công chất carbolic acid (phenol) để khử trùng các dụng cụ giải phẫu và làm sạch vết thương.

## Thời trẻ
Lister xuất thân từ một gia đình Quaker giàu có ở Upton, Essex, một con trai của Joseph Jackson Lister, người tiên phong về kính hiển vi hai kính.
Ở các trường học Quaker, cậu đã học và thông thạo tiếng Pháp và tiếng Đức, là các ngôn ngữ hàng đầu về nghiên cứu y học. Lúc Lister còn tuổi thiếu niên, cậu theo học Grove House School Tottenham, nghiên cứu toán học, khoa học tự nhiên, và ngôn ngữ. Lister đã theo học Đại học London, một trong những chỉ là một tổ chức được mở cho những người Quaker tại thời điểm đó. Ông ban đầu nghiên cứu nghệ thuật, nhưng tốt nghiệp hạng ưu Cử nhân Y khoa và nhập học trường Cao đẳng Y khoa Hoàng ngành phẫu thuật ở tuổi 26. Năm 1854, Lister đã trở thành trợ lý đầu tiên và người bạn của bác sĩ phẫu thuật James Syme tại Đại học Edinburgh, Bệnh xã Hoàng gia Edinburgh ở Scotland. Năm 1867, Lister đã phát hiện ra việc sử dụng acid carbolic như một chất khử trùng, và nó trở thành chất khử trùng đầu tiên được sử dụng rộng rãi trong phẫu thuật. Sau đó, ông rời Quaker, gia nhập Giáo hội Episcopal Scotland, và cuối cùng kết hôn với con gái Agnes Syme. Trong tuần trăng mật của họ, họ đã trải qua 3 tháng đến thăm các viện y tế hàng đầu (các bệnh viện và trường đại học) ở Pháp và Đức. Bởi thời gian này, Agnes đã say mê nghiên cứu y học, và được các đồg nghiệp của Lister của đối tác trong phòng thí nghiệm trong thời gian còn lại của cuộc đời mình.